# Verrucosa septemmammata
Verrucosa septemmammata är en spindelart som beskrevs av Lodovico di Caporiacco 1954. Verrucosa septemmammata ingår i släktet Verrucosa och familjen hjulspindlar.
Artens utbredningsområde är Franska Guyana. Inga underarter finns listade i Catalogue of Life.